# Корчинський Юліан Олексійович
Юліан Олексійович Корчинський (27 лютого 1921, с. Крушельниця, нині Сколівського р-ну Львівської обл. — 12 січня 1990, м. Дрогобич Львівської обл.)— хоровий диригент, педагог, фольклорист, композитор і громадський діяч. Заслужений артист УРСР (1960), Заслужений діяч мистецтв УРСР (1969).

## Біографія
Народився 27 лютого 1921 року у бойківському селі Крушельниця на Сколівщині. Навчався у Дрогобицькій приватній гімназії ім. І Франка. 1940 року вступив до щойно заснованого Дрогобицького учительського інституту на факультет української мови та літератури. Продовжив навчання у Дрогобицькому музичному училищі, а згодом на музично-педагогічному факультеті Дрогобицького педагогічного інституту ім. І. Франка.
Юліан Корчинський — організатор музичного життя на Прикарпатті в 50-90-х роках минулого століття: художній керівник і керівник хорів СШ № 1 м. Дрогобича, хору вчительського інституту м. Дрогобича, хору вчителів Дрогобицького району (1970—1980); художній керівник і диригент Заслуженого Прикарпатського ансамблю пісні і танцю «Верховина» (1950—1970); засновник та художній керівник ансамблю пісні і танцю «Трускавчанка» (1975—1985).
Як збирач фольклору, митець здійснив десятки аранжувань народних бойківських пісень для хорової групи ансамблів; є автором фольклорних збірок: «Бойківські та лемківські народні пісні» (1970), «Українські народні пісні» (1973), «Карпатські струмочки» (1979), «Пісні з Львівщини» (1988).
З 1970 року Ю. Корчинський присвятив себе педагогічній роботі: викладач (1970), доцент (1972), професор (1989) кафедри методики музичного виховання, співів та хорового диригування Дрогобицького державного педагогічного інституту ім. І. Франка; завідувач згаданої кафедри (1972—1981).
Юліан Корчинський помер 12 січня 1990 року на 69 році життя, похований у Дрогобичі.